# 7-ма армія (Російська імперія)
7-ма армія (7 А, рос. 7-я армия) — загальновійськове оперативне об'єднання, з'єднань, частин збройних сил Російської імперії під час Першої світової війни.

## Склад
Польове управління (штаб 7 А) утворене в липні 1914 року при штабі Одеського військового округу.
У завдання армії входила охорона узбережжя Чорного моря і кордону з Румунією. У жовтні 1915 року управління перекинуто в район міст Теребовля — Чортків. На кінець 1917 року штаб армії розташовувався в м. Бар. Ліквідований на початку 1918 року.
На кінець 1917 року армія мала у своєму складі:
- I гвардійський армійський корпус
- II гвардійський армійський корпус
- XII армійський корпус
- XXXIV армійський корпус
- XLI армійський корпус
- III Кавказький армійський корпус
- V кавалерійський корпус
- VII Сибірський армійський корпус

## Командувачі
- 19.07.1914-19.10.1915 — генерал від артилерії Нікітін Володимир Миколайович
- 19.10.1915-11.04.1917 — генерал від інфантерії Щербачов Дмитро Григорович
- 13.04.1917-20.06.1917 — генерал-лейтенант Белькович Леонід Миколайович
- 26.06.1917-09.09.1917 — генерал-лейтенант Селівачов Володимир Іванович
- 09.09.1917-03.12.1917 — генерал-лейтенант Ціхович Януарій Казимирович
- 03.12.1917-12.1917 — штабс-капітан Тріандафіллов Володимир Кіріакович
- 12.1917-03.1918 — генерал-лейтенант Лавдовський Володимир Олександрович

## Бойові дії
- Брусиловський прорив
- П'ята Галицька битва (1917)